# Cristian Dănălache
Cristian Dănălache (n. 15 iulie 1982, București, România) este un fotbalist român, care joacă pe post de atacant la CSA Steaua București în Liga a II-a.

## Titluri
| Sezon   | Club            | Titlu  |
| ------- | --------------- | ------ |
| 2008-09 | Unirea Urziceni | Liga I |